# Oca
Les oques són ocells de grans dimensions que pertanyen a la família dels anàtids (Anatidae) dins la subfamília dels anserins (Anserinae). S'ha considerat que formen la tribu Anserini, però estudis genètics recents situen també dins aquesta tribu els cignes dels gèneres Cygnus i Coscoroba, i també altres ocells no coneguts com a oques, com els del gènere Malacorhynchus. No obstant això, moltes espècies de l'ordre Anseriformes, sobretot si tenen una grandària intermèdia entre els cignes i els ànecs, poden ser denominades "oca", encara que no estiguen classificades ni a la mateixa tribu, ni a la mateixa subfamília, ni encara a la mateixa família. Això l'oca egípcia (Alopochen aegyptiacus), classificada a la subfamília dels tadornins (Tadorninae), l'oca esperonada (Plectropterus gambensis), classificada als plectropterins (Plectropterinae), l'oca garsera (Anseranas semipalmata), classificada a la família dels anseranàtids (Anseranatidae) i altres.
En aquest article però, ens referim a aquelles espècies de la tribu Anserini, conegudes vulgarment com a oques.

## Descripció
De color variable, són aus entre mitjanes i grans, però més petites que els cignes i amb el coll més curt. Les potes, moderadament llargues, i situades prou al centre del cos, els fan bons caminants, amb capacitat per córrer. Escàs dimorfisme sexual.

## Hàbits
Les oques confinades a l'Hemisferi Nord són voladores poderoses, i algunes realitzen migracions regulars de milers de kilòmetres. Desenvolupen una conducta d'ostentació mútua abans de la còpula i són monògames, vivint en parella durant tot l'any. No obstant això, al revés que altres animals monògams, són territorials únicament durant la curta estació de cria.

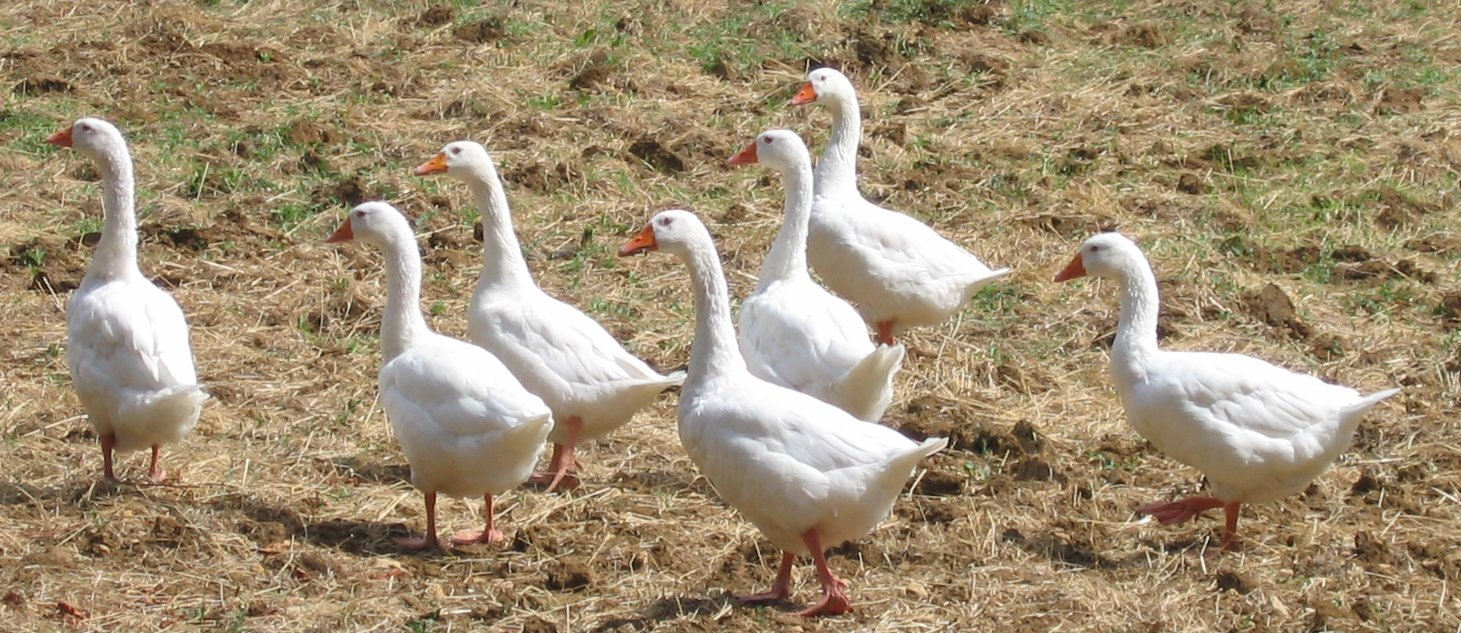
Grup de set oques domèstiques

Són hervíbores.

## Llista d'oques

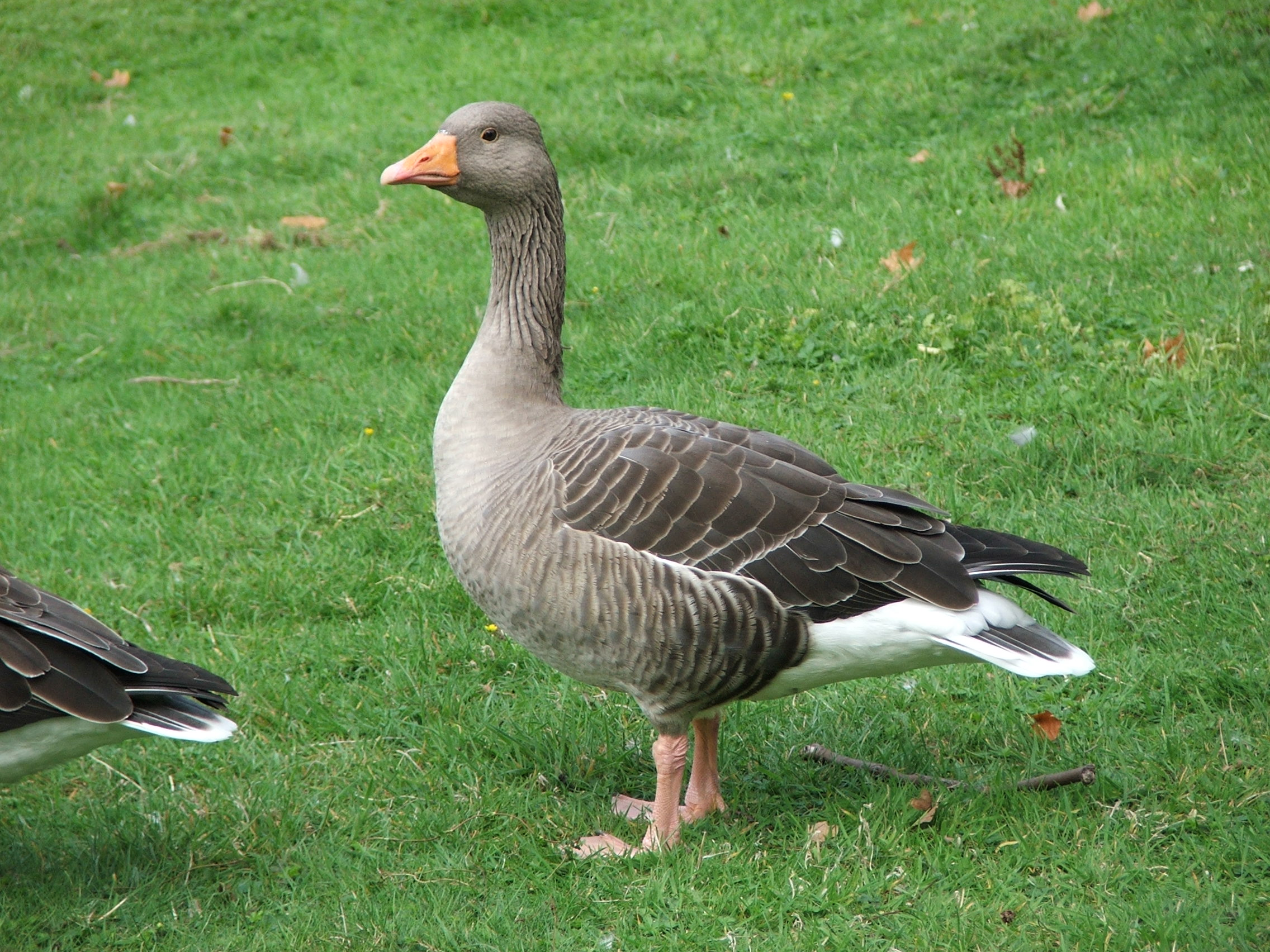
Anser anser

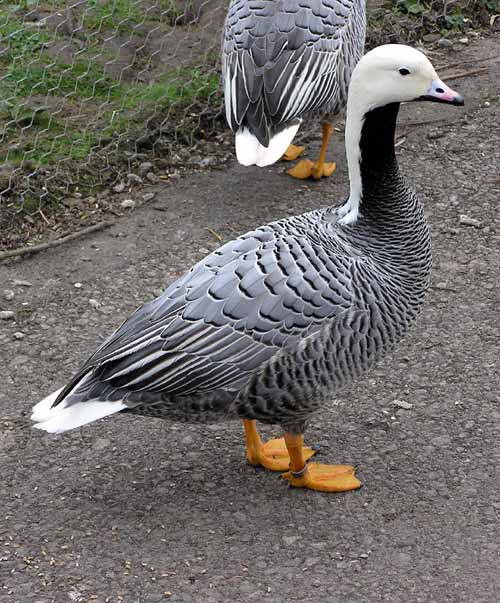
Chen canagica

Hi ha quatre gèneres coneguts vulgarment com a oques a la tribu Anatini.
- Gènere Cereopsis, amb una espècie.
  - Cereopsis novaehollandiae.
- Gènere Anser, amb 8 espècies.
  - Anser cygnoides - Oca cigne.
  - Anser fabalis - Oca pradenca.
  - Anser serrirostris.
  - Anser brachyrhynchus - Oca de bec curt.
  - Anser anser - Oca vulgar.
  - Anser albifrons - Oca riallera grossa.
  - Anser erythropus - Oca riallera petita.
  - Anser indicus - Oca índia.
- Gènere Chen, amb tres espècies.
  - Chen caerulescens - Oca de les neus.
  - Chen rossii - Oca de Ross.
  - Chen canagica.
- Gènere Branta, amb 6 espècies.
  - Branta canadensis - Oca del Canadà.
  - Branta hutchinsii - Oca de Hutchins.
  - Branta sandvicensis - Oca de Hawaii.
  - Branta bernicla - Oca de collar.
  - Branta leucopsis - Oca de galta blanca.
  - Branta ruficollis - Oca de coll roig.

## Influències en la cultura
Han estat domesticades des de l'antiguitat i és molt conegut l'episodi narrat per Titus Livi sobre el fet que els crits de les oques alertaren als romans de l'intent nocturn d'atac del Capitoli per part dels gals l'any 390 aC.
El joc de l'oca va aparèixer a finals del segle xv a itàlia, inspirat de jocs practicats a l'Orient Mitjà i Àsia. Va esdevenir molt popular entre la noblesa i així Francesc de Mèdici, en va enviar un exemplar a Felip II d'Espanya a mitjans del segle xvi.
Com en altres anàtides se n'obté el fetge gras a base de provocar la hipertròfia del fetge amb una alimentació forçada a través d'introduir pel coll blat de moro amb un embut i impossibilitant el seu moviment de l'animal. Aquest procés s'anomena gavage en francès i és objecte de crítica pels defensors dels animals.